# Lijst van rijksmonumenten in Beesel (plaats)
De plaats Beesel telt 10 inschrijvingen in het rijksmonumentenregister. Hieronder een overzicht.
| Object | Oorspronkelijke functie?  | Bouwjaar        | Architect       | Locatie                       | Coördinaten?                 | Nr.?   | Afbeelding |
| --- | ------------------------- | --------------- | --------------- | ----------------------------- | ---------------------------- | ------ | --- |
| Terrein waarin sporen van bewoning | Archeologisch monument    | Romeinse tijd   |                 |                               | 51° 15' 47" NB, 6° 2' 1" OL  | 45086  | Upload foto |
| Nieuwenbroek: hoofdgebouw | Kasteel, buitenplaats     | midden 16e eeuw |                 | Kasteel Nieuwenbroeck 1       | 51° 16' 1" NB, 6° 2' 35" OL  | 509867 | Meer afbeeldingen                                                                                                   |
| Nieuwenbroek: parkaanleg | Tuin, park en plantsoen   | 18e/19e eeuw    |                 | Kasteel Nieuwenbroeck bij 1   | 51° 15' 57" NB, 6° 2' 34" OL | 509869 | Meer afbeeldingen                                                                                                   |
| Nieuwenbroek: poortgebouw, remise, duiventoren | Bijgebouwen kastelen enz. | 1731            |                 | Kasteel Nieuwenbroeck bij 1   | 51° 16' 2" NB, 6° 2' 33" OL  | 509872 | Meer afbeeldingen                                                                                                   |
| Nieuwenbroek: Brug | Tuin, park en plantsoen   | 17e/18e eeuw    |                 | Kasteel Nieuwenbroeck bij 1   | 51° 15' 60" NB, 6° 2' 29" OL | 509873 | Meer afbeeldingen                                                                                                   |
| Sint Willibrordushoeve | Boerderij                 | 1910            |                 | Muiterdijk 10                 | 51° 15' 25" NB, 6° 5' 20" OL | 526208 | Upload foto |
| De Grauwe Beer | Industrie- en poldermolen | 1614            |                 | Beltmolen a/d Drakenweg       | 51° 15' 54" NB, 6° 1' 32" OL | 8875   | Meer afbeeldingen                                                                                                   |
| Boerderij, bestaande uit een woonhuis en een schuur aan weerskanten van een timmerplaats. Topgevels met vlechtingen                                                     | Boerderij                 | 19e eeuw        |                 | Burgemeester Janssenstraat 41 | 51° 15' 21" NB, 6° 2' 3" OL  | 8876   | Boerderij, bestaande uit een woonhuis en een schuur aan weerskanten van een timmerplaats. Topgevels met vlechtingen |
| Groot huis met wolfdak, rechthoekige omramingen van hardsteen en ronde zolderlichten onder de daklijst. Eertijds een brouwerij. Op de bovendorpel van de ingang jaartal | Industrie                 | 1821            |                 | Markt 7                       | 51° 16' 2" NB, 6° 2' 20" OL  | 8877   | Upload foto |
| Oud Waterloo | Boerderij                 | ca. 1780        |                 | Waterloseweg 6                | 51° 15' 24" NB, 6° 3' 35" OL | 8879   | Meer afbeeldingen                                                                                                   |
| Landhuis | Villa                     | 1922            | Caspar Franssen | Waterloseweg 12               | 51° 15' 22" NB, 6° 3' 41" OL | 526209 | Upload foto |